# Ixodes brunneus
Ixodes brunneus är en fästingart som beskrevs av Koch 1844. Ixodes brunneus ingår i släktet Ixodes och familjen hårda fästingar. Inga underarter finns listade i Catalogue of Life.